# Lei de Segurança Nacional de Hong Kong
A Lei de Segurança Nacional de Hong Kong, oficialmente Lei da República Popular da China sobre a Salvaguarda da Segurança Nacional na Região Administrativa Especial de Hong Kong, é a parte da legislação de segurança nacional referente a Hong Kong. Essa lei é exigida pelo Artigo 23 da Lei Básica de Hong Kong, que entrou em vigor em 1997, e estipula que a lei deve ser promulgada pela Região Administrativa Especial de Hong Kong. Em junho de 2020, a lei foi promulgada pelo Comitê Permanente Chinês do Congresso Nacional do Povo, em vez do Conselho Legislativo de Hong Kong.
Em resposta à aparente intenção do continente de contornar a legislatura local de Hong Kong, o Reino Unido anunciou que, se uma lei de segurança elaborada pela China fosse aprovada, abriria uma rota para todos os residentes de Hong Kong nascidos sob o domínio britânico se tornarem cidadãos britânicos.
Uma tentativa semelhante em 2003 por Hong Kong de cumprir a legislação prevista no Artigo 23 não teve êxito após manifestações em massa; durante o domínio colonial britânico, o governo colonial local tentou aprovar legislação de segurança que a China bloqueou. As tentativas de legislação de 2003 e 2020 ocorreram durante surtos de coronavírus (SARS e COVID-19, respectivamente), cada um exacerbando a resposta negativa às propostas.
O conteúdo da lei atraiu fortes críticas internacionais, incluindo disposições para aceitar mais migrantes de Hong Kong no Reino Unido, além de Estados Unidos, Austrália e Taiwan. Além de declarar que a lei é contrária aos direitos humanos do povo de Hong Kong. Houve protestos internacionais contra o artigo 38, este artigo diz que a China pode aplicar a lei e, posteriormente, prender qualquer pessoa de qualquer lugar do mundo.

## Implementação da lei e protestos

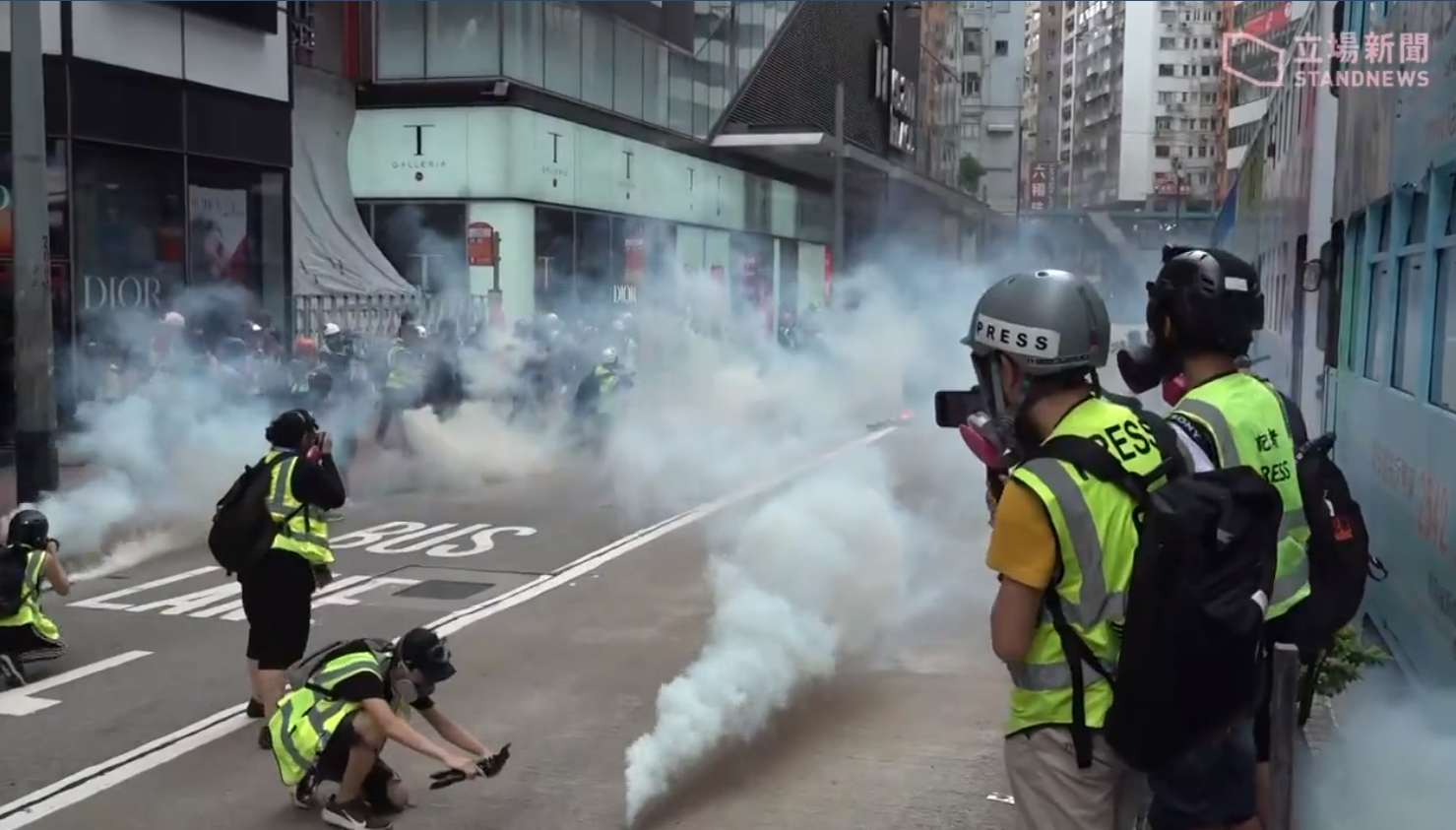
Gás lacrimogêneo foi usado pela primeira vez em dois meses, durante os protestos de 24 de maio

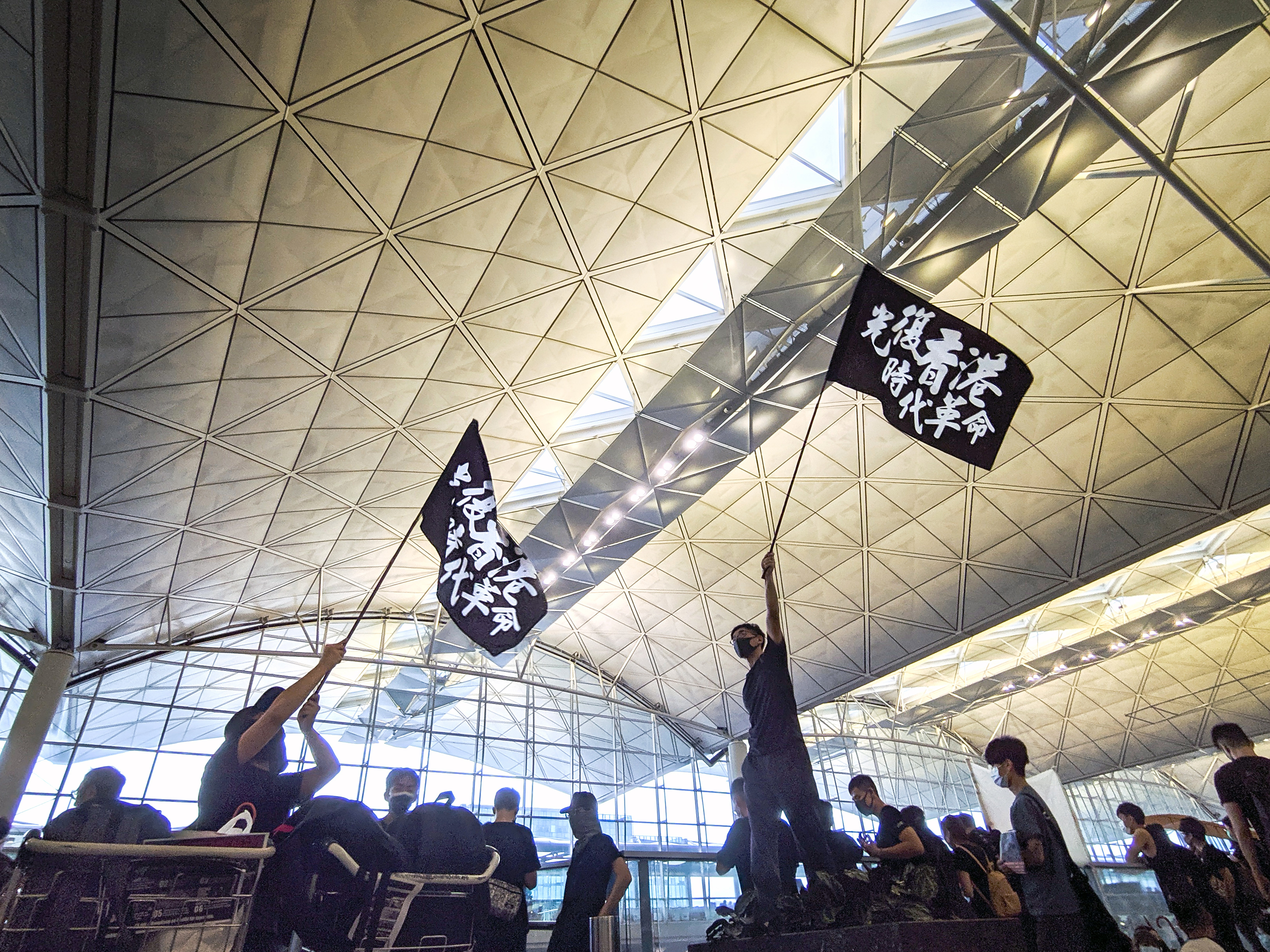
A lei de segurança nacional proibia qualquer pessoa de gritar ou exibir o slogan "Liberte Hong Kong, a revolução de nossos tempos" (em chinês: 光復香港，時代革命)), que alcançou a adoção convencional de toda a região desde o estágio inicial dos protestos.

Em 21 de maio de 2020, a mídia estatal anunciou que o Comitê Permanente do Congresso Nacional do Povo (NPCSC) começaria a redigir uma nova lei que abrange "secessão, interferência estrangeira, terrorismo e subversão contra o governo central" no Anexo III de Hong Kong. Lei Básica. Isso significava que a lei entraria em vigor através da promulgação e contornaria a legislação local via LegCo, que era como uma lei de segurança nacional deveria ser elaborada de acordo com o artigo 23. Os observadores consideraram que este era o passo mais ousado da China para colocar Hong Kong sob seu controle acusando-o de depreciar o princípio "um país, dois sistemas", violando os termos da Declaração conjunta sino-britânica sobre a questão de Hong Kong, e esperava que isso tivesse efeitos de longo alcance na liberdade de expressão da cidade e no sucesso econômico futuro. Respondendo à decisão do NPCSC, o secretário de Estado dos Estados Unidos, Mike Pompeo, informou ao Congresso que Hong Kong não era mais autônomo da China e, portanto, deveria ser considerado o mesmo país no comércio e em outros assuntos. O secretário de Relações Exteriores do Reino Unido, Dominic Raab, anunciou que o Reino Unido estenderia os direitos dos portadores de passaporte do "British National Overseas" (BNO), incluindo o fornecimento de um caminho para a cidadania, se a China prosseguisse com a aprovação da legislação de Segurança Nacional. O Reino Unido, juntamente com a Austrália, o Canadá e os EUA também emitiram uma declaração conjunta expressando sua profunda preocupação com a Lei de Segurança Nacional em 28 de maio. Apesar da pressão internacional, o NPCSC aprovou a Decisão do Congresso Nacional do Povo sobre a legislação de segurança nacional de Hong Kong em 28 de maio.
O projeto provocou um aumento de protestos: a marcha em massa em 24 de maio na Causeway Bay foi o maior protesto desde o início da pandemia, já que os civis responderam às chamadas online para marchar contra a Lei do Hino Nacional e a lei de segurança nacional proposta. Pela primeira vez em dois meses, a polícia usou gás lacrimogêneo na tentativa de dispersar os manifestantes. Em 27 de maio, pelo menos 396 pessoas foram presas durante um protesto de um dia em Hong Kong por causa da leitura do hino nacional no mesmo dia e da lei anti-sedição; a maioria dos presos foi levada sob custódia mesmo antes do início de qualquer ação de protesto. Milhares de policiais armados foram mobilizados para interromper o protesto planejado. A polícia disparou spray de pimenta na hora do almoço enquanto os manifestantes gritavam slogans; os policiais pararam e revistaram os moradores e cercaram suspeitos de manifestantes, forçando-os a sentar-se em fileiras no chão.
Em 30 de junho, o NPCSC aprovou a lei de segurança nacional por unanimidade, sem informar o público e as autoridades locais sobre o conteúdo da lei. A lei cria um chilling effect na cidade. A Demosistō, envolvida em lobby nos Estados Unidos pela aprovação da Lei de Direitos Humanos e Democracia de Hong Kong e pela suspensão do status comercial especial da cidade, e vários grupos pró-independentes anunciaram que haviam decidido desmantelar e interromper todas as operações, temendo que eles seriam os alvos da nova lei. A polícia continuou a usar a lei do coronavírus, que visa desencorajar a assembleia pública, para proibir o protesto anual de 1 de julho. Apesar da proibição policial, milhares de manifestantes apareceram para protestar contra a recém-implementada lei de segurança nacional. A polícia respondeu enviando caminhões de canhão de água e gás lacrimogêneo e prendeu pelo menos dez pessoas por violar a segurança nacional, pois consideravam que indivíduos que exibiam ou possuíam bandeiras, cartazes e adesivos de telefone com slogans ou outras protestos artísticos já cometeram o crime de "subverter o país".